# غوري (مقاطعة دشتي)
غوري (بالفارسية: گوری) هي مستوطنة و قرية تقع في إيران في قسم مركزي الريفي.